# تيتسويا كاكيهارا
تيتسويا كاكيهارا (柿原徹也 كاكيهارا تيتسويا) هو مودي أصوات ياباني ولد في 24 ديسمبر 1982 في دوسلدورف، ألمانيا.

## أدواره في الأنمي

### مسلسلات أنمي تلفزيونية
- تنجن توبا جورين لاجان - سيمون
- دراغونوت -ذا ريزونانس- - كازوكي تاتشيبانا
- لاينباريل الحديدي - كويتشي هاياسي
- ناباري نو أو - سورو كاتو
- روميو x جولييت - ميركيشيو
- مينامي-كي - فوجيوكا
- برينسس برينسس - يوتاكا ميكوتو
- الفتاة الساحرة ليريكال نانوها - غراف أيزن، ليفانتين
- زومبي-لون - رايكا
- خيميائي الفولاذ: فل ميتال ألكيميست - كاين فيوري
- بليتش - جيو فيغا
- كلايمور - شقيق أوفيليا
- فايري تايل - ناتسو دراغنيل، ناتسو دراغيون
- كروس جيم - ميزوكي أسامي
- كاناغي - ميغورو أكيبا
- ابنة ذو العشرين وجه - غورو
- حفيد نوراريهيون - جيرو شيما
- حفيد نوراريهيون: عاصمة الشياطين - جيرو شيما
- صاحب التعاويذ الأزرق - أمايمون
- ماذا لو كانت مديرة بيسبول الثانوية تقرأ "الإدارة" من تأليف دراكر - كييتشيرو أسانو
- توريكو - توم
- C - كو سينوزا
- هيوغيمونو - هوسوكاوا ناغاتاكا
- بليزبلو آلتر ميموري - جين كيساراغي، هاكومن
- هاكيندين: كلاب الشرق الثمانية - شينو إينوزوكا
- كيه - أدولف ك فايسمان
- ماغي: The Kingdom of Magic - رين كوها
- ميد ساما! - غوكي أراتاكي
- لوغ هورايزون - روندلهاوس كود
- كرة سلة كوروكو - يوهي كاواسي
- M3 الفولاذ الأسود - ميناشي ماكي
- فوؤن إيشين دايشوغن - توكوغاوا كييتشيرو
- يواموشي بيدال - جينباتشي تودو
- يواموشي بيدال GRANDE ROAD - جينباتشي تودو
- يواموشي بيدال NEW GENERATION - جينباتشي تودو
- أص الديناري - هيدياكي يوشيزاوا
- تنمية حبيبة مبتذلة - إيوري هاشيما
- شو باي روك!! - يايبا
- ديفاين غيت - أكاني
- كونكريت ريفولوتيو: فنتازيا الخوارق THE LAST SONG - غانبا
- وورلد تريغر - تاكيرو يويغا
- نانباكا - أونو
- رحلة العجائب 24 - أوكيتا سوجي
- سينت سيا أوميغا - ريوهو
- أوزما - سام كوين
- أوكالتيك ناين - شون موريتسوكا
- سيرفامب - ميكوني أريسوين
- توكين رانبو: هانامارو - أوغويسومارو
- توكين رانبو: هانامارو: الموسم الثاني - أوغويسومارو
- يوكيو هولدر! - إيكّو أميا
- داي الشجاع (2020) - فيلون
- جيبيئيت - سينسوي كانزاكي

### أوفا أنمي
- سينت سيا: ذا لوست كانفاس - بيغاسوس تينما
- البدلة المتنقلة جاندام يونيكورن - أنجيلو ساوبر
- حفل الجثث - ساكوتارو موريشيغي

### أفلام أنمي
- فكسل - تارو
- سلسلة أفلام حدود الفراغ
  - حدود الفراغ: الفصل الخامس «لولب التناقض» - توموي إنجو
- تنجن توبا جورين لاجان: فصل جورين - سيمون
- تنجن توبا جورين لاجان: فصل لاجان - سيمون
- ناروتو شيبودن: الفيلم - كوسونا
- فايري تايل: حارسة العنقاء - ناتسو دراغنيل
- فيلم يواموشي بيدال - جينباتشي تودو
- يواموشي بيدال SPARE BIKE - جينباتشي تودو
- فيلم الإكسورسيست الأزرق - أمايمون
- فولي كولي ألترنيتيف - توشيو شيويا
- سيرفامب Alice in the Garden - ميكوني أريسوين

## أدواره في ألعاب الفيديو
- تيلز أوف هارتس - شينغ ميتيورايت
- تيلز أوف فرسس - شينغ ميتيورايت
- سلسلة ألعاب بليزبلو
  - بليزبلو كالاميتي تريغر - جين كيساراغي، هاكومن
  - بليزبلو كونتينيوم شيفت - جين كيساراغي، هاكومن
  - بليزبلو كرونوفانتازما - جين كيساراغي، هاكومن
- كوربس بارتي - ساكوتارو موريشيغي
- دانغانرونبا V3: كيلينغ هارموني - كيبو
- فاينل فانتسي XV - برومبتو أرجنتوم
- جينشين إمباكت - واندرر (سكاراموش)

## أدواره في الدبلجة اليابانية
- أبطال النينجا - ليوناردو
- تي إم إن تي - ليوناردو

## وصلات خارجية
- تيتسويا كاكيهارا على موقع IMDb (الإنجليزية)
- تيتسويا كاكيهارا على موقع ميوزك برينز (الإنجليزية)
- تيتسويا كاكيهارا على موقع ديسكوغز (الإنجليزية)
- تيتسويا كاكيهارا على موقع قاعدة بيانات الفيلم (الإنجليزية)
- تيتسويا كاكيهارا على موقع ANN person (الإنجليزية)